# Giant's Bread
Giant's Bread is een boek geschreven door Agatha Christie, onder de naam Mary Westmacott. Het boek kwam uit in april 1930 en werd in het Verenigd Koninkrijk verdeeld door Collins. Later dat jaar bracht Doubleday het boek uit in de Verenigde Staten. Het is een van de weinige boeken van Agatha Christie waarvan geen Nederlandstalige versie bestaat.

## Verhaal
The Giant is een muziekcompositie die voor het eerst wordt opgevoerd tijdens de opening van (het fictieve) "London's National Opera House". Het moderne werk, geschreven door Boris Green, wordt op gemengde gevoelens onthaald.  Muziekcriticus Carl Bowerman vindt het stuk barslecht. Tijdens een gesprek met Sebastian Levinne haalt hij wel aan dat het stuk opmerkelijk veel overeenkomsten heeft met de muziekstijl van Vernon Deyre, een componist die tijdens de oorlog stierf. Wanneer Carl wil weten waarom Boris niet aanwezig is, verklaart Sebastian dat er geen echte reden is.
Vernon was het enige kind van beroepsmilitair Walter die niet echt van zijn vrouw Myra hield. Vernon werd grotendeels opgevoed door een verpleegster en heeft enkel imaginaire vrienden waaronder meneer Green. Vernon leert piano spelen bij Nina, de zus van zijn oom Walter. Nina heeft nog een dochter Josephine. Walter dient beroepshalve deel te nemen aan de Zuid-Afrikaanse Boerenoorlog. Nina sterft en Myra neemt Josephine in huis waardoor Vernon eindelijk speelkameraadjes heeft waaronder ook Nell Vereker. Tegen het einde van de oorlog sneuvelt Walter waardoor Vernon het ouderlijk huis erft. Omdat hij hiervoor te jong is, verhuren ze dit aan de rijke Joodse familie Leviness, die een zoon Sebastian heeft, en verhuizen naar Birmingham niet ver van oom Sydney.
Vernon en Sebastian zijn al die tijd vrienden gebleven en hebben gestudeerd aan Eton College en Cambridge University. Sebastian erft miljoenen na de dood van zijn vader en start een galerij in Bond Street, Josephine heeft ook gekozen voor het artistieke pad. Vernon weet nog niet welke richting hij ingaat, tot wanneer hij een concert bijwoont in Albert Hall en beslist om componist te worden. Om de eindjes aan elkander te knopen, start Vernon in het bedrijf van zijn oom Sydney. Hij wordt verliefd op Nell Vereker en wil met haar trouwen. Echter, haar moeder wil dat Nell trouwt met de rijke Amerikaan George Chetwynd. Ook oom Sydney is van mening dat Vernon moet wachten tot wanneer hij financieel stabiel is.
Vernon ontmoet Jane Harding, een professionele zangeres, en start een relatie met haar hoewel zij tien jaar ouder is. Josephine is, in tegenstelling tot Myra, blij met deze relatie. Dankzij Jane componeert Vernon meer muziek. Uiteindelijk stopt hij in het bedrijf van zijn oom. Wanneer Nell zich verloofd met George, wil Vernon zich ook verloven met Jane. 
Tijdens de Eerste Wereldoorlog wordt Vernon naar Frankrijk gestuurd. Nell ontvangt een telegram met de melding dat Vernon is overleden. Daardoor erft zij het huis en verkoopt het aan Chetwynd en trouwt met hem.  In 1917 blijkt Vernon in het neutrale Nederland te leven na ontsnapt te zijn uit een krijgsgevangenenkamp. In een cafe verneemt hij in de krant het huwelijk tussen Nell en George. Aangeslagen door dit nieuws gooit Vernon zich onder een vrachtwagen. 
Twee jaar verstrijken. George Green is de chauffeur van een rijke Amerikaan. Deze laatste vond George in Nederland en het is duidelijk dat hij aan geheugenverlies lijdt. Nu zijn ze in Engeland en brengen een bezoek aan Chetwynd. Jane Harding, nu een actrice, is ook daar en herkent in de chauffeur Vernon. Ook Nell herkent hem. Tezamen met Sebastian gaan ze op zoek naar hulp zodat Vernon zijn geheugen terugkrijgt. 
Jane en Vernon verhuizen naar Moscow. Daar krijgen ze bericht dat Josephine zwaar ziek is en ze nemen de boot naar New York. Onderweg vaart het schip tegen een ijsberg en zinkt. Tijdens de evacuatie blijken ook Nell en Chetwynd aan boord te zijn. Jane overleeft dit niet. Eenmaal in New York start Vernon aan het stuk The Giant. Nell, nog steeds verliefd op Vernon, wil de relatie herstarten. Hij wil hier niet van weten en zegt dat muziek de enige liefde is die hij nog zal koesteren.